# Rasbora naggsi
Rasbora naggsi är en fiskart som beskrevs av Silva, Maduwage och Rohan Pethiyagoda 2010. Rasbora naggsi ingår i släktet Rasbora och familjen karpfiskar. Inga underarter finns listade i Catalogue of Life.